# اینسویلر
اینسویلر (به فرانسوی: Insviller) یک کمون در فرانسه است که در Canton of Albestroff واقع شده‌است.

## خصوصیات
اینسویلر ۸٫۳۴ کیلومترمربع مساحت و ۱۹۰ نفر جمعیت دارد و ۲۳۰ متر بالاتر از سطح دریا واقع شده‌است.